# Quenza
Quenza (in corso Quenza) è un comune francese di 220 abitanti situato nel dipartimento della Corsica del Sud nella regione della Corsica.
Il comune di Quenza, circondato da alte cime, da boschi e fiumi, è compreso tra l'altopiano di Cuscionu e le Cime di Bavella. Si trova all'interno del Parco naturale regionale della Corsica. 
 
Il villaggio è un luogo di visite ed un punto di partenza per numerosi escursionisti.

## Società

### Evoluzione demografica
Abitanti censiti

## Ecologia e ambiente
Nel 1986, quattro esemplari di cervo sardo (cervus elaphus corsicanus) sono stati importati dalla Sardegna e immessi in un recinto di “allevamento” nei pressi di Quenza. Poi, dodici anni più tardi, nel 1998, alcuni giovani esemplari sono stati rilasciati nella valle d'Asinau.